# Флаг ассирийцев
Ассирийский флаг — это флаг, широко используемый для представления ассирийской нации на родине и в диаспоре.
Два его компонента, звезда Уту/Шамаша, которая была символом бога Шамаш, и которая также стандартно использовалась на столбах со времен Аккадской империи как символ нации, сочетается с древним символом бога Ашшур.
Джордж Бит Атанус впервые разработал дизайн флага в 1968 году; Ассирийский универсальный альянс, Ассирийская национальная федерация и Демократическая партия Бет-Нахраин все приняли флаг в 1971 году. Флаг имеет белый фон с золотым кругом в центре, окруженным четырёхконечной звездой синего цвета. Четыре трехцветные (красно-бело-синие) расширяющиеся волнистые полосы соединяют центр с четырьмя углами флага. Фигура до-христианского ассирийского бога Ашшур, известный по иконографии железного века, расположен над центром.

## Символика
Золотой круг в центре символизирует солнце, которое своим взрывающимся и прыгающим пламенем генерирует тепло и свет для поддержания земли и всего живого на ней. Четырёхконечная звезда, окружающая солнце, символизирует землю, её светлый голубой цвет символизирует спокойствие.
Волнистые полосы, простирающиеся от центра к четырём углам флага, представляют три главные реки родины ассирийцев: Тигр, Евфрат и Большой Заб. Линии маленькие в центре и становятся шире по мере того, как они расходятся от круга. Темно-синий цвет символизирует Евфрат. Красные полосы, кроваво-красный оттенок которых символизирует мужество, славу и гордость, символизируют Тигра. Белые линии между двумя великими реками символизируют Большой Заб; его белый цвет символизирует спокойствие и умиротворенность. Некоторые полагают, что красный, белый и синий соберут всех ассирийцев обратно на родину, чтобы они были сильными и сражались за то, чего они хотят и чего они достигли.
Звезда на флаге — это старый звездный символ, ассоциирующийся с Шамашем, также известным как Уту, божеством солнца, также связанным с планетой Сатурн. Ему поклонялись в древней Месопотамии. По-видимому, он был божеством, которое обеспечило таких лидеров, как Хаммурапи, Ур-Намму и Гудеа божественными законами.
Фигура лучника символизирует дохристианского бога Ашшур.

Ассирийский флаг, разработанный до Первой мировой войны и использовавшийся до 1975 года